# Монеты Венецианской республики
Монеты Венецианской республики начали чеканить во время правления Людовика I Благочестивого (814—840). Первые монеты представляли собой серебряные денарии. С течением времени республика стала одним из самых могущественных торговых государств средневековой Европы. Особенностью монетного дела в Венеции являлось то, что республика обеспечивала не только собственные нужды, но и определяла денежное обращение как средневековой Европы, так и Средиземноморья.
Монетная реформа Энрико Дандоло (1192—1205) привела к появлению первой в Европе монетной системы из нескольких денежных знаков с чётким обменным курсом. Венецианский матапан стал наиболее высокопробной серебряной монетой, которая получила широкое распространение в качестве торговой монеты. Венеция заняла место одного из важнейших центров монетной чеканки, чьи серебряные гроссо являлись стандартом для Европы и средиземноморских стран XIII столетия. Введение в оборот квартароло было революционным. После распада Римской империи они стали первыми денежными знаками, чья номинальная стоимость была выше стоимости содержащегося в них металла.
В 1284 году в Венеции выпустили золотую монету, копировавшую по весу флорентийский флорин, но имевшую оригинальный внешний вид. На аверсе был изображен Христос в мандорле (от итал. mandorla — миндалина, в христианском искусстве — овальный нимб, обрамляющий фигуру Христа), на реверсе — коленопреклонённый дож, принимающий из рук святого Марка знамя. Круговая легенда «Sit tibi Christe datus, quem tu regis iste ducatus» («Это герцогство, коим ты правишь, тебе, Христос, посвящается») и привела к появлению названия «дукат». Впоследствии, когда подражания данной монете появились в других европейских государствах, за венецианскими золотыми закрепилось название цехин (итал. zecchino) от итал. zecca — «монетный двор». Их с неизменными весовыми характеристиками и содержанием золота выпускали в течение пяти столетий вплоть до прекращения существования Венецианской республики в 1797 году. Феноменом данной монеты является то, что на протяжении многих столетий своего существования дукат избежал порчи. Большинство стран Европы на протяжении 700 лет выпускали дукаты, придерживаясь первоначальных характеристик: вес монеты около 3,5 грамма, проба сплава золота около 980-й. Сплав золота 986-й пробы получил название дукатного золота.
В 1332 году в Венецианской республике впервые среди европейских стран отчеканили сольдо, которое по своей сути, являлось итальянским названием шиллинга и по определению было равным 12 денариям. До этого момента в течение пяти столетий шиллинг являлся счётной денежной единицей. Точно также Венеция в конце XV столетия стала первым государством в котором в виде монеты стали выпускать лиру (от лат. libra), которая также до этого являлась счётной денежной единицей равной 12 шиллингам.
Кроме нововведений, которые оказали существенное влияние на мировое денежное обращение, Венеция стала одним из первых европейских государств массово выпускающих колониальные деньги. Торнезелло XIV—XVI столетий предназначались исключительно для колоний в Греции и были запрещены на территории метрополии.

## Период денария

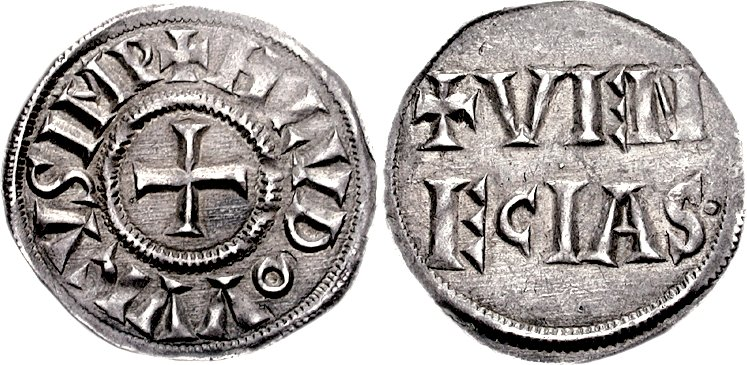
Один из первых венецианских денариев периода правления Людовика I Благочестивого

Монетной реформой Карла Великого (748—814) во Франкском государстве, в состав которого входила и Венецианская республика, была установлена денежная система, согласно которой 1 фунт подразделялся на 20 солидов (шиллингов), каждый из которых, в свою очередь, — на 12 денариев. Таким образом из 1 фунта серебра следовало чеканить 240 денариев. Полностью менялся внешний вид новых денариев. Аверс содержал крест в центре и круговую надпись «CARLVS REX FR[ANCORVM]». На реверсе в центре располагалась монограмма Карла Великого, а по кругу — обозначение города, в котором отчеканили данную монету. После распада Каролингской империи на несколько королевств на их территориях продолжали чеканить денарии. Шиллинг и фунт долгое время оставались счётными и весовыми единицами, так как реальных монет данного номинала не выпускали. В обороте до XIII столетия находились лишь денарии и их производные.
Первую из сохранившихся монет, которую можно идентифицировать по надписи «VENECIAS», датируют 819—822 годами, временем правления Людовика I Благочестивого. В последующие годы в Венеции чеканили большое количество денариев, часть из которых имело обозначение места выпуска, часть — нет. В целом, их вид и особенность чеканки не отличались от подобных монет других западноевропейских городов.
В 924 году король Бургундии Рудольф II дал право дожу Орсо II начать самостоятельный выпуск венецианских монет. Следует отметить, что не сохранилось ни одного денария Венеции с указанием правителей описываемого времени.
В XII столетии основной денежной единицей Венецианской республики являлся серебряный денарий. В 1172 году, во время правления дожа Себастиано Дзиани (1172—1178), стали выпускать подражания веронским денариям, имевшие одинаковую с ними стоимость. Новые монеты получили название пикколо. Они весили менее 0,5 г и содержали 20 % серебра и 80 % меди. Старые денарии не были демонетизированы, а стали соответствовать ½ пикколо.

## Монетная реформа Энрико Дандоло. Матапан

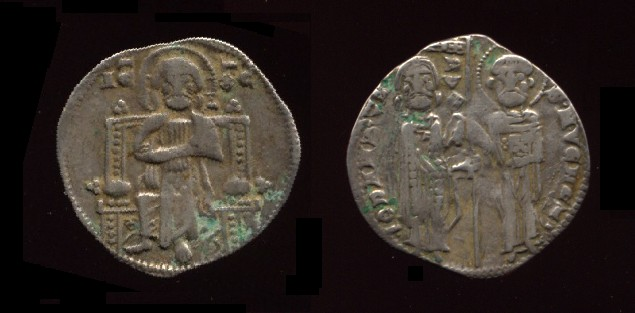
Матапан 1280 года

Энрико Дандоло стал дожем в 85 лет. Несмотря на свой преклонный возраст за время своего правления он провёл ряд реформ. Внесение изменений в судопроизводство и издание первого сборника законов обусловило формирование правового государства. На международной арене Дандоло упрочил положение Венецианской республики, заключив ряд договоров с Вероной, Тревизо, аквилейским патриархом, королём Киликийского армянского государства, Византийской и Священной Римской империями. Большое внимание престарелый дож уделял развитию торговли. Учитывая разлад денежного обращения в Византийской империи и в землях восточного побережья Средиземного моря, а также общеевропейскую тенденцию по внедрению в оборот крупной серебряной монеты, при Дандоло в Венеции возникла монетная система, предполагавшая выпуск четырёх типов монет — гроссо, получившего название матапан или «гроссо матапан», пикколо, бьянко и квартароло.
Из одной марки серебра чеканили 1091⁄3—109½ матапанов. Они содержали изображение дожа, принимающего из рук апостола Марка герцогское знамя, на аверсе, и статую Христа на реверсе. Каждая монета весила 2,2 г. Следует подчеркнуть, что для их выпуска использовали высокопробное серебро 985 пробы. Большей его очистки от примесей в указанное время достичь было невозможно. Изначально новые монеты были предназначены для торговли на территориях к востоку от Венеции. Это объясняет использование в качестве прототипа византийского аспрон трахи. В отличие от своего восточного аналога матапаны чеканили из чистого серебра, а не электрума. Также их поверхность была гладкой, а не выпуклой. Рубчатый гурт монеты позволял избежать незаметного обрезывания её краёв. Таким образом расчёты в матапанах могли совершаться на основании их количества, а не веса, как византийских аналогов. Соотношение гроссо матапана и серебряного пикколо составляло 1 к 26—27. Такой курс был весьма нехарактерным для средневековой Европы. Возможно, изначальная стоимость матапана составляла 24 денария, что не соответствовало рыночному курсу размена относительно большой и распространённой торговой монеты, которой являлся матапан, к локальному и низкопробному пикколо. Для избежания переплавки и выведения гроссо матапанов из оборота его стали обменивать согласно реальному, а не номинальному соотношению стоимости.
Точное время чеканки новых монет достоверно не определено. Потомок Энрико Андреа Дандоло в описании 4-го крестового похода и деяний своего предка указывает, что декрет о чеканке матапанов был подписан в 1194 году. Другой венецианский историк Марино Санудо младший датирует это событие 1192 годом. Итальянский историк XIII столетия Мартино Канал, автор «Истории Венеции», указывает, что крупные серебряные монеты были выпущены в 1202 году, перед отправкой войск на завоевание Константинополя. Первое упоминание этих денежных единиц датировано 1202 годом. Вне зависимости от первоначального года выпуска несомненным является увеличение выпуска матапанов непосредственно перед началом 4-го крестового похода (1202—1204). Это было обусловлено необходимостью наличия звонкой монеты для финансирования армии. О количестве отчеканенных матапанов свидетельствует современная оценка, согласно которой в новые монеты только во время правления Дандоло перечеканили более 2000 килограмм серебра.
При Энрико Дандоло в государстве впервые отчеканили квартароло, равное 1⁄4 пикколо. Хотя в ряде монографий квартароло и называют биллонной монетой, то есть отчеканенной из низкопробного серебра, содержание в них всего 3⁄1000 частей благородного металла позволяет отнести их к медным монетам. Введение в оборот квартароло было революционным для денежного обращения средневековой Европы. После распада Римской империи они стали первыми денежными знаками, чья номинальная стоимость превышала стоимость содержащегося в них металла. Одновременно с матапаном, пикколо и квартароло при Энрико Дандоло стали чеканить монеты бьянко, равные ½ пикколо весом 0,61 г из низкопробного серебра 50 пробы.

## Венецианские дукаты

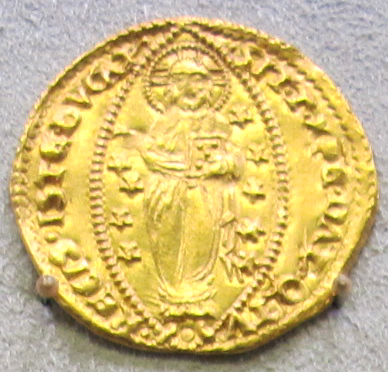
Аверс первых дукатов

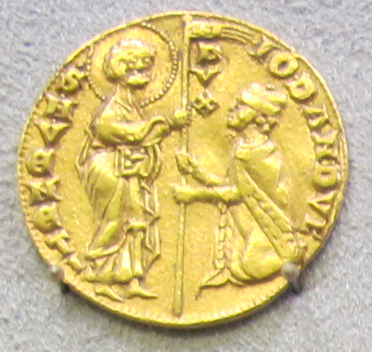
Реверс первых дукатов

Во время раннего Средневековья в западной и северной частях Европы перестали чеканить золотые монеты. Причиной этому стали как недостаточная добыча золота, так и снижение его поступления из захваченных арабами стран Ближнего Востока и Северной Африки. Незначительное количество золотых монет, которые циркулировали в Европе, в большинстве случаев являлись византийскими солидами, которые получили название «безантов» или «бизантинов». «Безанты» не были деньгами со строго определёнными весовыми характеристиками и количеством содержащегося в них золота. Отсутствие полноценной золотой денежной единицы создавало ряд трудностей в торговле между различными европейскими странами.
Ситуация изменилась после начала Крестовых походов. В европейские страны стало поступать большое количество благородного металла. Его источником стали как награбленные богатства покорённых народов, так и возобновление торговых отношений с Магрибом. В этом регионе располагался крупнейший центр по добыче золота средневековья Бамбук. Интенсификация международной торговли требовала наличия денежных знаков больших номиналов. Распространённые в описываемое время серебряные гроши и пфенниги не удовлетворяли потребностей купцов. Наиболее развитые торговые города-государства стали чеканить собственные золотые монеты. В 1252 году во Флоренции был выпущен «Fiorino d’oro» (от итал. fiore — «цветок»), ставший родоначальником денежных единиц «флорин» и «гульден». Золотая монета ещё одного торгового государства, Генуи, дженовино не приобрела широкого распространения.
Процветающая Венецианская республика не осталась в стороне от общеевропейских тенденций и в 1284 году стала чеканить собственные золотые монеты, которые и стали первыми дукатами.
В 1284 году в Венеции выпустили золотую монету, копировавшую по весу флорентийский флорин, но имевшую оригинальный внешний вид. На аверсе был изображён Христос в мандорле, на реверсе — коленопреклонённый дож, принимающий из рук святого Марка знамя. Круговая легенда «Sit tibi Christe datus, quem tu regis iste ducatus» («Это герцогство, коим ты правишь, тебе, Христос, посвящается») и привела к появлению названия «дукат». Впоследствии, когда подражания данной монете появились в других европейских государствах, за венецианскими золотыми закрепилось название цехин (итал. zecchino) от итал. zecca — «монетный двор». Их с неизменными весовыми характеристиками и содержанием золота выпускали в течение пяти столетий вплоть до прекращения существования Венецианской республики в 1797 году.

## Серебряные монеты XIV—XVI столетий

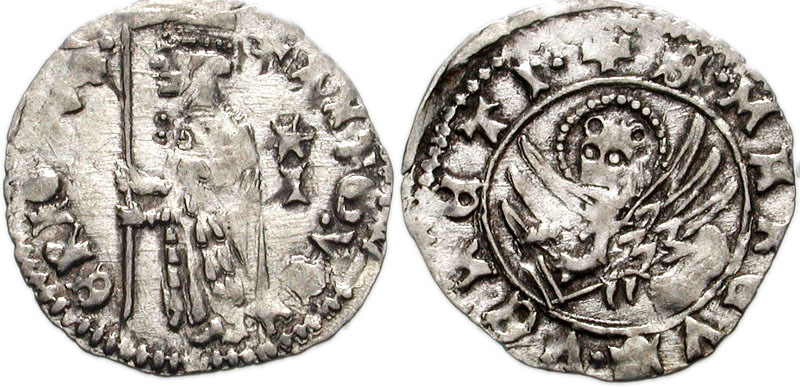
Венецианский сольдо 1382 года

В описываемое время Венецианская республика стала одним из самых могущественных государств Средиземноморья и средневековой Европы. В её состав были включены Виченца, Верона, Падуя, Фриули, Брешия, Бергамо, Ионические острова, Кипр, Пелопоннес и другие земли. Государство было богато, могущественно, внушало страх соседям, имело процветающие торговлю и промышленность.
Большое количество проходящих через Венецию благородных металлов необходимо было перечеканить в местные денежные единицы. В 1332 году, во время правления дожа Франческо Дандоло (1329—1339), были выпущены две новые денежные единицы — сольдо и меццанино. Сольдо, по своей сути, являлось итальянским названием шиллинга и по определению было равным 12 денариям. Меццанино в свою очередь приравнивалось к ½ гроссо матапану, или 16 денариям, согласно соотношению того времени. В 1335 году прекратили выполнять функцию платёжного средства квартароло (¼ денария) и бьянко (½ денария).
Выпуск 1332 года являлся революционным для денежного обращения средневековой Европы. Старые денежные единицы, гроссо и дукаты, продолжили хождение наряду с новыми. Сольдо стали первыми монетами номиналом в 12 денариев. До этого, со времён Карла Великого, на протяжении пяти столетий шиллинг являлся счётной денежной единицей. Также Венеция отходила от практики чеканки монет из чистого серебра. Первые сольдо содержали 0,957 г серебра 670-й пробы.
Изображение на монетах также было новым. На аверсе первых венецианских меццанино был изображён дож со знаменем с крестом, на реверсе — апостол Марк. Сольдо содержали изображение коленопреклонённого дожа на одной стороне и льва святого Марка на другой. Выпуск сольдо оказал существенное влияние на денежное обращение Европы, став прообразом для шиллингов различных стран. Их чеканили в громадных для того времени количествах. Так, в 1334 году данные монеты выпустили из 43 300 марок серебра. Чеканка меццанино, как ½ гроссо, была прекращёна в 1335 году. Последующие выпуски, имевшие название меццанино, представляли собой сольдо, а название получили благодаря схожести со своими прообразами.

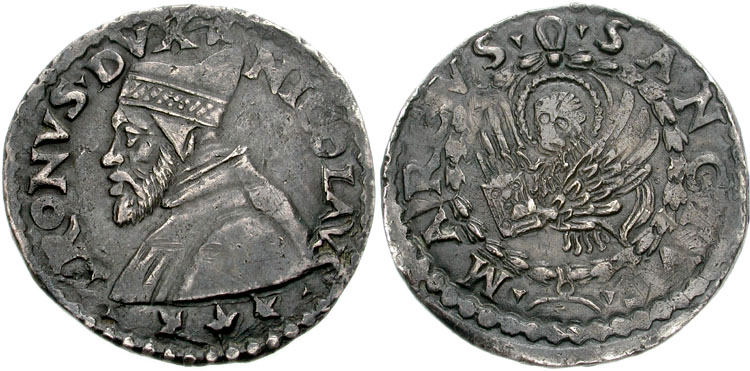
Лира Трон

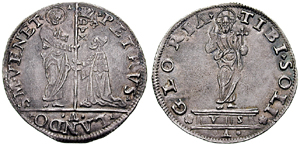
Лира мочениго 1541 года

В 1472 году в качестве реальной монеты была впервые отчеканена «лира», которая до этого являлась счётной единицей, равной 20 шиллингам (сольдо). Изображение дожа на монете вызывало аналогии с монархией и недовольство республиканских кругов. После смерти Николо Троно в 1473 году выпуск портретных лиры и багатино был прекращён. При его преемнике Пьетро Мочениго стали чеканить лиры с изображением коленопреклонённого перед апостолом Марком дожа. Данный монетный тип выпускали с 1474 по 1575 год. Он получил название лиры мочениго. Хоть саму лиру Трон чеканили всего два года, она имела существенное значение для денежного обращения Италии, так как стала образцом для подражаний серебряных монет других итальянских государств.
Кроме сольдо, лир, денариев и дукатов в Венеции выпускали множество монет кратных номиналов. 2 сольдо получили народное название «газетта» (итал. gazzetta). Первые газетты были отчеканены в 1539 году из низкопробного серебра биллона. Газетты непрерывно чеканили вплоть до середины XVII столетия. Выпускали также монеты кратных номиналов в 2, 3, 4 и 10 газетт. 10 газетт получили название лироне, или лирацца. Вначале аверс содержал изображение коленопреклонённого перед апостолом Марком дожа, а реверс — изображение Иисуса Христа. В XVII столетии на аверс стали помещать венецианского льва. Венеция чеканила газетты в большом количестве для Леванта. Венецианская газета вен. La gazeta dele novità (дословно — «Новостей на газетту») продавалась за одну газетту. Номинал данной монеты дал название не только венецианской, но и всем последующим газетам через название первой еженедельной газеты «La Gazette», которая издавалась в Париже с 1631 года врачом Ренодо при поддержке кардинала Ришельё.
Багатино, багатено (итал. bagattino, итал. bagateno от итал. bagatto — мелочь) — изначально народное название малого серебряного денария (пикколо) в северной Италии. Впервые упоминается в 1274 году, как денежная единица Падуи. Первоначально являлись 1⁄20 гроссо аквилино. Впоследствии было инкорпорировано в денежную систему итальянских государств. В Венеции 6 багатино составляли один беццо или беццоне, 12 багатино — сольдо. Изначально багатино были серебряной монетой, позднее их стали чеканить из меди. Особо следует выделить венецианский багатино времён правления дожа Николо Троно, как одну из двух (вторая лира Трон) портретных монет Венецианской республики.

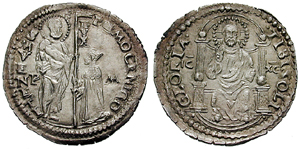
Марчелло 1475 года

Марчелло (итал. marcello) — венецианская серебряная монета номиналом в пол-лиры. Была выпущена во время правления дожа Николо Марчелло (1473—1474) в честь которого и получила своё название. При общем весе в 3,26 г содержала 3,06 г чистого серебра. Изначально была эквивалентной 10 сольдо. В 20-х годах XVI столетия стала соответствовать сначала 10 ½, а затем 12 сольдо. Чеканка марчелло продолжалась до 1550 года. Аверс монеты содержал изображение коленопреклонённого перед апостолом Марком дожа, реверс — Иисуса Христа.

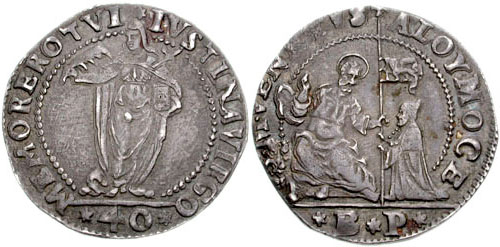
Джустина номиналом в 40 сольдо 1574 года

Джустина (итал. giustina) — название нескольких серебряных монет на реверсе которых изображена святая Иустина Падуанская. Впервые три номинала монет (40, 20 и 10 сольдо) с изображением коленопреклонённого перед апостолом Марком дожа на аверсе и святой Иустиной на реверсе были отчеканены в 1472 году во время правления Николо Троно (1471—1473). Джустина номиналом 40 сольдо имела вес в 9,04 г при содержании 8,569 г чистого серебра. По распоряжению дожа Николо да Понте (1578—1585) отчеканили две большие памятные монеты:
- джустина маджоре (итал. giustina maggiore) — номиналом 160 сольдо или 8 венецианских лир весом 36,38 г при содержании 34,488 г чистого серебра[59][60][61];
- джустина миноре (итал. giustina minore) — номиналом 124 сольдо или 6 венецианских лир и 4 сольдо весом 28,103 г при содержании 26,64 г чистого серебра[59][60][61].

Все данные монеты имеют обозначение номинала, указанного в сольдо на реверсе под изображением святой. Впоследствии джустина миноре стала прообразом для серебряных монет номиналом в 124 сольдо, которые получили название серебряного дуката или дукатоне.

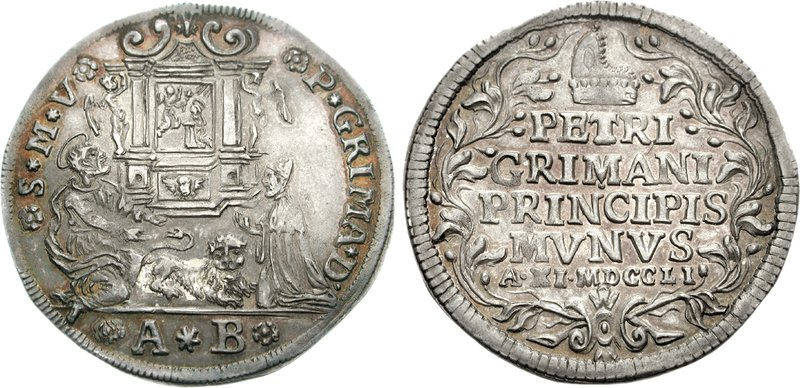
Озелла 1751 года

Особо выделяют донативную монету озеллу. Название происходит от итал. uccello — птица. С XIII столетия венецианские дожи делали новогодние подарки ратманам города. Первоначально им презентовали диких воробьёв, впоследствии деньги. С 1521 года для этих целей стали чеканить крупные серебряные, а в редких случаях и золотые монеты, которые и получили название «озеллы». На аверсе чаще всего помещали изображение коленопреклонённого перед апостолом Марком дожа. Реверс монет за более чем 250-летнюю историю выпуска содержал различные надписи и изображения. Вес озеллы составлял 9,8 г при содержании 9,3 г чистого серебра. Сначала монета стоила 33 сольдо. По мере их порчи к 1734 году озелла стала эквивалентной 78 сольдо. Таким образом она являлась курантной монетой, то есть такой, стоимость которой зависела от содержания в ней благородного металла. Последняя озелла была отчеканена в 1796 году.

### Колониальные деньги

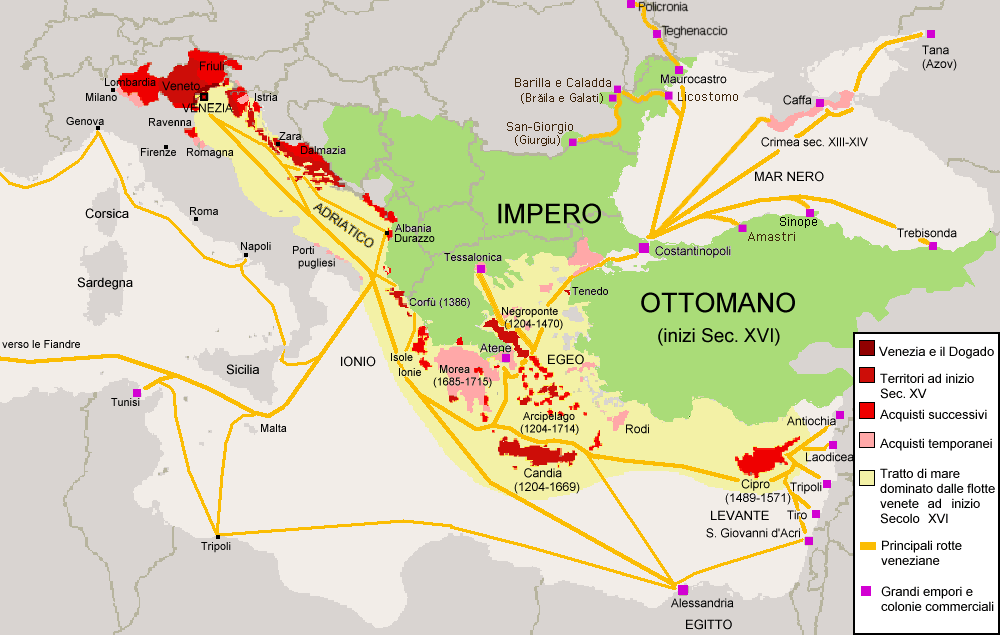
Морские владения Венецианской республики в XV—XVI веках

29 марта 1353 года венецианское правительство начало рассматривать вопрос о введении новой денежной единицы для нужд торговли в своих колониях. Было принято решение о выпуске нового сольдо весом 0,55 г (1⁄432 марки весом 238,5 г) с содержанием 0,53 г чистого серебра. Новые монеты должны были содержать меньшее количество благородного металла по сравнению со старым венецианским сольдо. При этом широкого распространения они не получили. Вскоре была введена ещё одна денежная единица. Целью выпуска была замена широко распространённых турских грошей, от которых они и получили название «торнезелло». Вес новой монеты составил 0,75 г (1⁄320 венецианской марки) при содержании 0,08 г (1⁄9 часть) чистого серебра. На законодательном уровне курс обмена был установлен в 1⁄4 сольдо или 3 пикколо. Содержание серебра в 4 торнезелло (0,33 г) было значительно меньшим по сравнению с новым сольдо (0,53 г), что делало новое подражание турского гроша значительно переоценённой монетой.
Торнезелло были также значительно переоценены и относительно гроссо. К примеру, в 1361 году один гроссо приравнивали к 32 пикколо, в то время как он содержал в 21 раз больше серебра по сравнению с торнезелло. Таким образом, стоимость металла, содержащегося в монете, составляла около 1,5 пикколо (32⁄20), в то время как его заставляли принимать к оплате по цене 3 пикколо. Это обусловило привлекательность для венецианского правительства чеканки торнезелло. Так, в 1375 году было выпущено 5 840 000 монет, а в 1386 — 4 160 000.
Суммарно торнезелло чеканили около 200 лет с 1353 по 1555 год. С самого начала они являлись переоцененными денежными единицами. Венеция на законодательном уровне запретила их использование на территории метрополии и установила фиксированные обменные курсы в своих колониях. Это привело к стимулированию инфляционных процессов на греческих территориях, подконтрольных Венецианской республике. Согласно закону Грешема «худшие деньги вытесняют лучшие» торнезелло стали наиболее частыми в обращении монетами. Процесс их выпуска из-за их переоценённости был очень выгодным для центрального правительства. Ежегодно миллионы новых торнезелло поступали на рынок, усиливая негативные экономические последствия в греческих колониях Венеции. При официальном курсе 1 сольдо = 4 торнезелло реальный коммерческий установился на уровне 1 сольдо = 6 торнезелло.
После завоевания Османской империей большинства венецианских колоний дальнейший выпуск торнезелло стал нецелесообразным и в 1555 году был прекращён.

## Монеты XVII—XVIII столетий

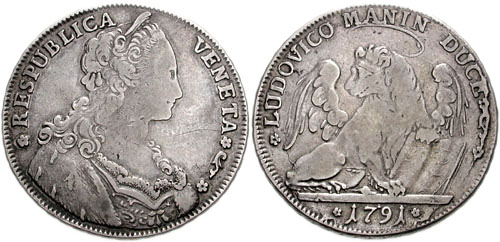
Венецианский таллеро

Во время упадка Венецианской республики на её территории чеканили разнообразные денежные единицы. Номиналы серебряных монет в большинстве случаев указывали в сольдо. Серебряные аналоги дукатов — дукатоне и дукато — соответствовали 124 сольдо, что и было обозначено на монетах. Также в конце XVI столетия в обороте появился венецианский или «крестовый» скудо. Первые крестовые скудо представляли собой большие серебряные монеты талерового типа весом в 31,83 г при содержании 30,173 г чистого серебра. Названием монета обязана своему виду. Одна сторона содержала изображение цветочного креста. Круговая надпись указывает во время правления какого из дожей отчеканена монета. На обратной стороне расположен щит (лат. scutum) со львом святого Марка. По номиналу венецианский скудо соответствовал 7 лирам или 140 сольдо (1 лира = 20 сольдо), что непосредственно указано на монете. Также выпускали кратные номиналы в ½, ¼ и 1⁄8 скудо. Кроме серебряных скудо в республике с середины XVII столетия выпускали их золотые аналоги со схожим изображением. Два золотых скудо получили название «доппия»
Кроме крупных серебряных монет для местного пользования в больших количествах чеканили торговые монеты для использования в Леванте (название области восточного Средиземноморья). К ним относят леоне, получившие название из-за изображения льва святого Марка в прыжке и таллеро. Последние представляли собой низкопробные подражания австрийскому талеру Марии Терезии. Попытка их внедрения и вытеснения ставшего эталоном талера Марии Терезии не увенчалась успехом.
Наряду с серебряными монетами чеканили золотые скудо, их производные доппии, а также цехины различных номиналов.
В 1797 году Венецианская республика прекратила своё существование, после того, как город был занят войсками Наполеона Бонапарта. По Кампо-Формийскому мирному договору некогда могущественное государство было разделено между вассальной от Франции Цизальпинской республикой и монархией Габсбургов.

## Монеты республики святого Марка 1848—1849 годов
В марте 1848 года в Венеции вспыхнуло восстание. Австрийские войска капитулировали, вслед за чем последовало провозглашение республики святого Марка. Революционное правительство не смогло обеспечить должный порядок и обороноспособность государства. В августе 1849 года в город вошли австрийские войска под руководством Йозефа Радецкого.
За 1,5 года существования в республике наладили выпуск монет. Была принята десятичная денежная система. 1 венецианская лира соответствовала 100 чентезимо. В 1848—1849 годах отчеканили медные 1, 3 и 5 чентезимо, серебряные 15 и 25 чентезимо, а также два типа монет номиналом в 5 лир. Также небольшим тиражом в 5210 экземпляров по весовым характеристикам наполеондора (6,4516 г золота 900-й пробы) отчеканили 20 лир.

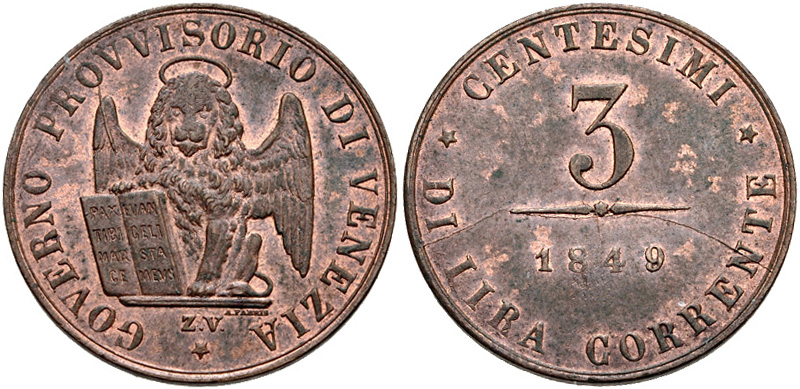
3 чентезимо
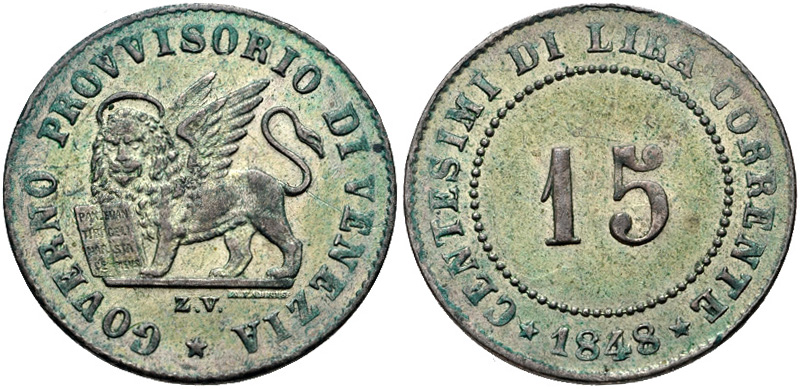
15 чентезимо
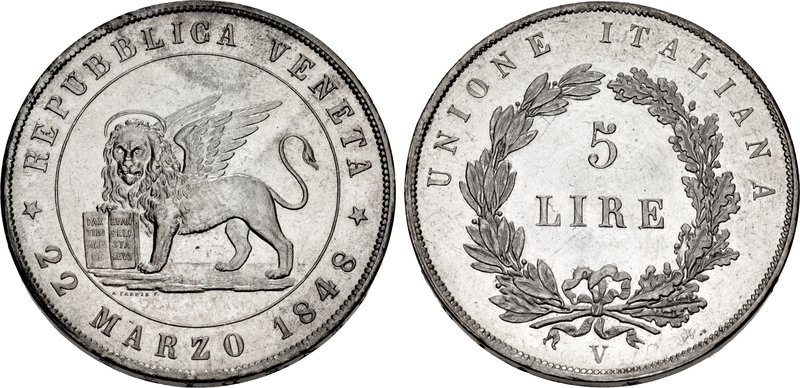
5 лир
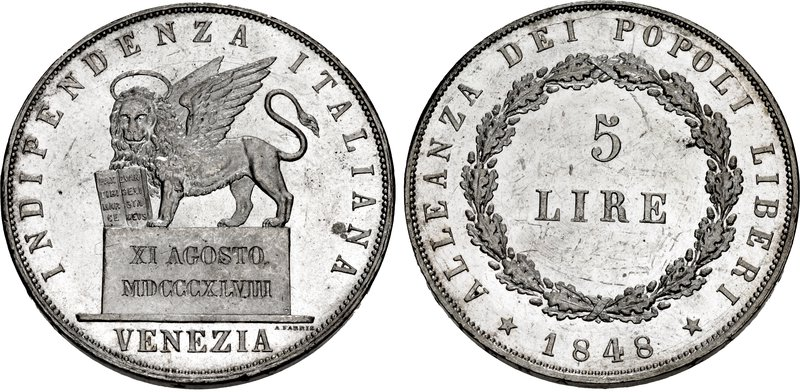
5 лир
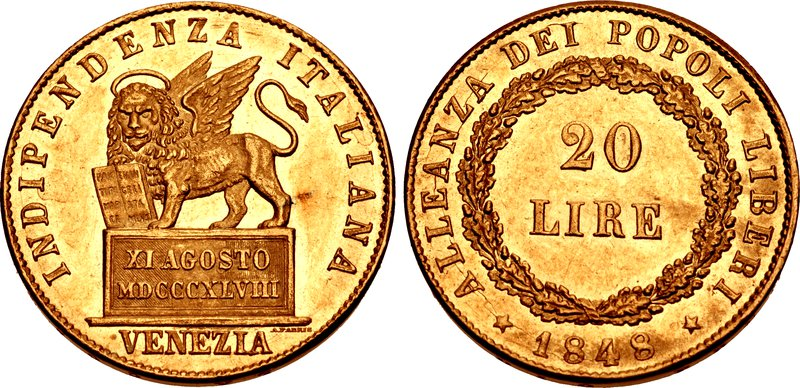
20 лир